# 1944: Across the Rhine
 (novembre 2018).
Si vous disposez d'ouvrages ou d'articles de référence ou si vous connaissez des sites web de qualité traitant du thème abordé ici, merci de compléter l'article en donnant les références utiles à sa vérifiabilité et en les liant à la section « Notes et références ».
1944: Across the Rhine est un jeu vidéo se situant à mi-chemin entre un jeu de stratégie en temps réel et un jeu de simulation de véhicules militaires. Il a été développé par MicroProse pour la plate-forme DOS en 1995 et a pour thème la Seconde Guerre mondiale, du débarquement de Normandie au franchissement du Rhin.

## Présentation générale
Le joueur doit choisir son camp (allemand ou américain) puis son grade à la création du personnage. Bien sûr, ce grade n'est pas fixe, il montera plus ou moins vite en fonction des résultats. Choisir un grade influence les gestes de commandement : un général pourra commander dans les moindres détails toutes les unités du champ de bataille alors qu'un sergent ne pourra commander que son propre peloton.
Le jeu se déroule peu après le débarquement de Normandie en juin 1944 sur le front de l'ouest.
Ce jeu est à la fois une simulation et un jeu de stratégie, car il apparaît sur l'écran une fenêtre de simulation 3D dans laquelle le joueur peut diriger une unité, et une autre fenêtre représentant une carte interactive dans laquelle, si le grade est suffisant, le joueur peut ordonner d'attaquer telle ou telle unité en priorité en la désignant à la souris.

## Les modes de jeu
Quatre modes sont offerts :
- le mode carrière historique où le joueur suit, mission après mission, le chemin historique d'une des six Compagnies présentes (il n'est pas possible d’influencer durablement l'issue du conflit).
- le mode carrière est une suite de batailles produites aléatoirement en fonction du lieu du front. Si la carrière du joueur commence en juin 1944, il commencera à se battre en Normandie et, s'il se débrouille bien, il peut arriver à Berlin avant mai 1945, ou simplement se faire rejeter à la mer. Si le joueur choisit l'autre camp, il peut gagner la guerre.
- Le mode bataille historique où le joueur se trouve avec : le terrain, le rapport de force, les types d'unités, la météo, les renforts historiques (enfin presque).
- Le mode bataille unique.

En plus de ces modes, s'ajoute un créateur de mission assez efficace où le joueur peut choisir le terrain, la météo, le type de bataille (engagement, défense, attaque, contre-attaque…), les différentes unités et leur nombre.

## À noter
- Ce jeu comporte une véritable encyclopédie des différents véhicules utilisés durant ce conflit.
- Tous les véhicules du conflit sont jouables. On peut ainsi faire s'affronter différentes unités et constater des plus efficaces, par exemple compter le nombre de char M4 Sherman nécessaire pour résister à un blindé Tigre II.